# Karoseefa brevipenis
Karoseefa brevipenis är en insektsart som beskrevs av Webb 1981. Karoseefa brevipenis ingår i släktet Karoseefa och familjen dvärgstritar. Inga underarter finns listade i Catalogue of Life.